# Station Świdnik Wschód
Station Świdnik Wschód is een spoorwegstation in de Poolse plaats Świdnik.